# Kerkstraat (Baarn)
De Kerkstraat is een straat in Baarn in de Nederlandse provincie Utrecht. De straat ligt in het verlengde van de Dalweg en loopt door tot villa Eemwijk aan de kruising Eemstraat - Eemweg.
De Kerkstraat werd vroeger de Schaapsdrift genoemd. In 1876 werd hij hernoemd naar de eerste katholieke Nicolaaskerk die in 1861 was gebouwd. Vanaf deze gebogen laan werden vroeger de schapen naar de Oosterhei gedreven.
In de Kerkstraat bevinden zich gemeentelijke monumenten op 
nr 1, 
4, 
6, 
17-19,
21,
24,
25,
32,
43,
46
en 
 48.